# Риск (теория принятия решений)
Риск (теория принятия решений) — математическое ожидание функции потерь вследствие принятия решения. 
Риск является количественной оценкой последствий принятого решения. Минимизация риска является главным критерием оптимальности в теории принятия решений. 

## Средний риск
Средний риск {\displaystyle R(\varphi )} вычисляется для известных распределений вероятностей наблюдаемых данных {\displaystyle x} и ненаблюдаемых параметров {\displaystyle \lambda }. Представляет собой линейный функционал от условной плотности вероятности {\displaystyle \varphi (u\mid x)} принятия решения {\displaystyle u} при заданном значении {\displaystyle x}:
{\displaystyle R(\varphi )=M\left\{g(u,\lambda ,x)\right\}=\int \int \int g(u,\lambda ,x)\varphi (u\mid x)P(x\mid \lambda )p(\lambda )dudxd\lambda }
Здесь {\displaystyle g(u,\lambda ,x)} - функция потерь. Оптимизация правила принятия решения заключается в определении такой
функции {\displaystyle \varphi (u\mid x)}, которая обеспечивает минимум функционала {\displaystyle R(\varphi )}.

## Априорный риск
Априорный риск {\displaystyle g(u)} означает априорную оценку потерь, возникших вследствие принятого решения {\displaystyle u}:
{\displaystyle g(u)=\int \int g(u,\lambda ,x)P(x\mid \lambda )p(\lambda )dxd\lambda }
Априорный риск определяет потери, связанные с решением  {\displaystyle u} при отсутствии данных наблюдения {\displaystyle x}.

## Апостериорный риск
Апостериорным риском {\displaystyle R(u,x)} называется условное математическое ожидание функции потерь для возможного решения {\displaystyle u} при данном значении {\displaystyle x}:
{\displaystyle R(u,x)=\int \int g(u,\lambda ,x)p(\lambda \mid x)d\lambda ={\frac {\int g(u,\lambda ,x)p(x\mid \lambda )p(\lambda )d\lambda }{\int p(x\mid \lambda )p(\lambda )d\lambda }}}
Апостериорный риск даёт оценку потерь принятого решения {\displaystyle u} при данном значении {\displaystyle x}.

## Условный риск
Условный риск представляет собой условное математическое ожидание функции потерь при заданном значении ненаблюдаемых параметров {\displaystyle \lambda }:
{\displaystyle r(\varphi ,\lambda )=\int \int g(u,\lambda ,x)\varphi (u\mid x)P(x\mid \lambda )dudx}
Условный риск означает математическую оценку последствий принятого решения в среднем по всем возможным значениям наблюдаемых
данных {\displaystyle x}, которые могут встретиться на практике.